# Widukind Lenz
Widukind Lenz (ur. 4 lutego 1919 w Eichenau, zm. 25 lutego 1995 w Münster) – niemiecki lekarz pediatra, genetyk kliniczny. W 1961 jako pierwszy rozpoznał zespół wad wrodzonych spowodowanych talidomidem (embriopatia talidomidowa) i zwrócił uwagę na teratogenne właściwości tego leku. Opisał też wiele innych zespołów wad wrodzonych: syndaktylię Cenaniego-Lenza, dysplazję Lenza, zespół Lenza-Majewskiego, zespół dysmeliczny Wiedemanna. Był redaktorem czasopisma „Human Genetics”, opublikował podręcznik genetyki klinicznej.
Był synem Fritza Lenza, genetyka i eugenika. W latach 1937–1943 studiował medycynę na Uniwersytecie w Tybindze, Uniwersytecie Fryderyka Wilhelma w Berlinie, Uniwersytecie w Pradze i Uniwersytecie w Greifswaldzie. Podczas II wojny światowej był lekarzem wojskowym w Luftwaffe. Następnie związany z wydziałem biochemii Uniwersytetu w Getyndze i wydziałem medycznym Uniwersytetu w Kilonii. Od 1952 ordynator kliniki dziecięcej w Eppendorfie. Od 1962 profesor pediatrii na Uniwersytecie w Hamburgu. W 1965 został dyrektorem Instytutu Genetyki Człowieka w Münster.